# Douglas X-3 Stiletto
Douglas X-3 Stiletto je bilo enomotorno reaktivno eksperimentalno letalo iz 1950ih. Imel je sorazmerno dolg nos in ozek presek. Namenjen je bil raziskovanju dlje trajajočega nadzvočnega leta in je bil prvo letalo, ki je uporabljalo titan v večjem obsegu. Originalno je bil zasnovan za hitrost Mach 3, vendar v praksi ni presegel niti Mach 1 v ravnem letu.
Na podlagi X-3 so zasnovali bistveno bolj uspešnega Mach 2 lovca Lockheed F-104 Starfighter, vendar je imel tudi slednji svoje težave.

## Specifikacije(X-3)
Splošne karakteristike
- Posadka: 1
- Dolžina: 66 ft 9 in (20,3 m)
- Razpon kril: 22 ft 8 in (6,9 m)
- Višina: 12 ft 6 in (3,8 m)
- Površina kril: 166,5 ft² (15,47 m²)
- Teža praznega letala: 16120 lb (7310 kg)
- Maks. vzletna teža: 23840 lb (10810 kg)
- Pogon letala: 2 × Westinghouse J34 turboreaktivni motor z dodatnim zgorevanjem, Brez dodantega zgorevanja: 3370 lbf (15,0 kN), z dodatnim zgorevanjem 4850 lbf  (21,6 kN) () vsak

 Zmogljivost 
- Maks. hitrost: 700 mph (1,125 km/h)
- Doseg: 497 mi (800 km)
- Višina leta: 38000 ft (11600 m)
- Razmerje potisk/teža: 0,40